# MTV Movie Awards 1994
Die MTV Movie Awards des Jahres 1994 wurden am 18. Juli 1994 verliehen. Mit je zwei Auszeichnungen wurden Auf der Flucht, Poetic Justice und The Crush gleichermaßen geehrt.

## Moderator
Durch die Gala führte: Will Smith

## Auszeichnungen

### Bester Film
Menace II Society
- Auf der Flucht (The Fugitive)
- Jurassic Park
- Philadelphia
- Schindlers Liste (Schindler’s List)

### Bester Schauspieler
Tom Hanks – Philadelphia
- Tom Cruise – Die Firma (The Firm)
- Harrison Ford – Auf der Flucht (The Fugitive)
- Val Kilmer – Tombstone
- Robin Williams – Mrs. Doubtfire – Das stachelige Kindermädchen (Mrs. Doubtfire)

### Beste Schauspielerin
Janet Jackson – Poetic Justice
- Angela Bassett – Tina – What’s Love Got to Do with It? (What's Love Got to Do with It)
- Demi Moore – Ein unmoralisches Angebot (Indecent Proposal)
- Julia Roberts – Die Akte (The Pelican Brief)
- Meg Ryan – Schlaflos in Seattle (Sleepless in Seattle)

### Begehrtester Schauspieler
William Baldwin – Sliver
- Tom Cruise – Die Firma (The Firm)
- Val Kilmer – Tombstone
- Jean-Claude Van Damme – Harte Ziele (Hard Target)
- Denzel Washington – Die Akte (The Pelican Brief)

### Begehrteste Schauspielerin
Janet Jackson – Poetic Justice
- Kim Basinger – Getaway (The Getaway)
- Demi Moore – Ein unmoralisches Angebot (Indecent Proposal)
- Alicia Silverstone – Das Biest (The Crush)
- Sharon Stone – Sliver

### Bester Newcomer
Alicia Silverstone – Das Biest (The Crush)
- Ralph Fiennes – Schindlers Liste (Schindler’s List)
- Jason Scott Lee – Dragon – Die Bruce Lee Story (Dragon: The Bruce Lee Story)
- Ross Malinger – Schlaflos in Seattle (Sleepless in Seattle)
- Jason James Richter – Free Willy – Ruf der Freiheit (Free Willy)

### Bestes Filmpaar
Harrison Ford & Tommy Lee Jones – Auf der Flucht (The Fugitive)
- Dana Carvey & Mike Myers – Wayne’s World 2
- Johnny Depp & Mary Stuart Masterson – Benny und Joon (Benny & Joon)
- Tom Hanks & Meg Ryan – Schlaflos in Seattle (Sleepless in Seattle)
- Tom Hanks & Denzel Washington – Philadelphia

### Bester Filmschurke
Alicia Silverstone – Das Biest (The Crush)
- Macaulay Culkin – Das zweite Gesicht (The Good Son)
- John Malkovich – In the Line of Fire – Die zweite Chance (In the Line of Fire)
- Tyrannosaurus rex – Jurassic Park
- Wesley Snipes – Demolition Man

### Bester Filmkomiker
Robin Williams – Mrs. Doubtfire – Das stachelige Kindermädchen (Mrs. Doubtfire)
- Jim Carrey – Ace Ventura – Ein tierischer Detektiv (Ace Ventura: Pet Detective)
- Johnny Depp – Benny und Joon (Benny & Joon)
- Whoopi Goldberg – Sister Act 2 – In göttlicher Mission (Sister Act 2: Back in the Habit)
- Pauly Shore – Schwiegersohn Junior (Son in Law)

### Bester Filmsong
„Will You Bet There“ – Free Willy – Ruf der Freiheit (Free Willy) – Michael Jackson
- „All for Love“ – Die drei Musketiere (The Three Musketeers) – Bryan Adams & Rod Stewart
- „Can’t Help Falling in Love“ – Sliver – UB40
- „I'm Gonna Be (500 Miles)“ – Benny und Joon (Benny & Joon) – The Proclaimers
- „Streets of Philadelphia“ – Philadelphia – Bruce Springsteen
- „When I Fall in Love“ – Schlaflos in Seattle (Sleepless in Seattle) – Céline Dion & Clive Griffin

### Bester Filmkuss
Woody Harrelson & Demi Moore – Ein unmoralisches Angebot (Indecent Proposal)
- Patricia Arquette & Christian Slater – True Romance
- Kim Basinger & Dana Carvey – Wayne’s World 2
- Ethan Hawke & Winona Ryder – Reality Bites – Voll das Leben (Reality Bites)
- Jason James Richter & Willy, der Orca – Free Willy – Ruf der Freiheit (Free Willy)

### Beste Action-Sequenz
Auf der Flucht (The Fugitive)
- Cliffhanger – Nur die Starken überleben (Cliffhanger)
- Harte Ziele (Hard Target)
- Jurassic Park
- Romeo Is Bleeding

### Sonstige Awards
- Bester Neuer Filmemacher: Steven Zaillian für: Das Königsspiel (Searching for Bobby Fischer)
- Lifetime Achievement Award: Richard Roundtree für: Shaft